# Antepipona deflenda
Antepipona deflenda är en stekelart som först beskrevs av S. Saunders 1853.  Antepipona deflenda ingår i släktet Antepipona och familjen Eumenidae. Inga underarter finns listade i Catalogue of Life.